# Plaesianillus cyclops
Plaesianillus cyclops là một loài nhện trong họ Linyphiidae.
Loài này thuộc chi Plaesianillus. Plaesianillus cyclops được Eugène Simon miêu tả năm 1881.